# Mimīs Stefanidīs
Dīmītrīs Stefanidīs, detto Mimīs (in greco Δημήτρης "Μίμης" Στεφανίδης?; Atene, 28 ottobre 1931), è un ex cestista e allenatore di pallacanestro greco.

## Carriera
Ha esordito nel Panellīnios, vincendo il campionato greco nel 1953 e 1955; nel 1953 la squadra non perse nessuna partita. Nel 1955 si trasferì all'Olimpia Milano, ingaggiato per volontà di Cesare Rubini su suggerimento di Aldo Giordani: fu uno dei primi giocatori stranieri del campionato italiano e primo nella storia della squadra milanese. Dopo Milano, giocò anche nella Reyer Venezia, facendo poi ritorno in patria. Ha chiuso la carriera nel 1960, disputando le ultime stagioni ancora con la maglia del Panellīnios e vincendo il titolo nel 1957.
Con la Grecia ha collezionato 33 presenze e 253 punti tra il 1951 e il 1957; ha disputato gli Europei 1951 e le Olimpiadi del 1952.
Dopo l'esperienza da giocatore, ha intrapreso quella di allenatore. In carriera ha guidato il Panellīnios, il Pagrati, lo Sporting, il Panathinaikos, l'Olympiacos e ha fatto parte dello staff dell'ΑΕΚ Atene.

## Palmarès

### Giocatore
- Campionato greco: 3

Panellīnios: 1952-53, 1954-55, 1956-57